# 村田護郎
村田 護郎（むらた ごろう、1960年9月2日 - 2018年12月28日 ）は、日本のメカニックデザイナー。福岡県北九州市出身。代表作に『無限航路 -Infinite Space-』『GEKIFU 妖逆門』『神無月の巫女』『破邪巨星Gダンガイオー』『超電動ロボ 鉄人28号FX』など。

## 参加作品

### アニメ
1985年
- 『超獣機神ダンクーガ』（メカニックデザイン） - クレジット無し

1987年
- 『王立宇宙軍 オネアミスの翼』（メカニックデザイン）

1992年
- 『超電動ロボ 鉄人28号FX』（メカニックデザイン）

1994年
- 『ジーンダイバー THE GENE DIVER』（キャラクターデザイン）
- 『BLUE SEED』（メカニックデザイン）

1996年
- 『BURN-UP W』（メカニックデザイン）

1997年
- 『マスターモスキートン』（メカデザイン協力）
- 『サクラ大戦 桜華絢爛』（OVAメカニック設定）

1999年
- 『サクラ大戦 轟華絢爛』（OVAメカニック設定）
- 『課長王子』（メカニックデザイン）

2001年
- 『サイボーグ009 THE CYBORG SOLDIER』（ゲストメカデザイン）
- 『破邪巨星Gダンガイオー』（メカニックデザイン）
- 『Z.O.E Dolores, i』（ビジュアルアドバイザー）

2002年
- 『円盤皇女ワるきゅーレ』（メカニックデザイン）
- 『天地無用! GXP』（メカニックデザイン）

2003年
- 『THE ビッグオー second season』（デザイン協力）
- 『モビルスーツミュージアム展示映像』（メカデザイン） - ガンダムシーン
- 『超ロボット生命体トランスフォーマー マイクロン伝説』（メカニックデザイン）
- 『神魂合体ゴーダンナー!!』（デザインワークス）
- 『とらいあんぐるハート3 〜Sweet Songs Forever〜』（プロップデザイン）

2004年
- 『神無月の巫女』（メカニックデザイン）
- 『Wind -a breath of heart-』（プロップデザイン）
- 『月は東に日は西に 〜Operation Sanctuary〜』（プロップデザイン）
- 『神魂合体ゴーダンナー!! SECOND SEASON』（デザインワークス）
- 『BURN-UP SCRAMBLE』（メカニックデザイン）
- 『トランスフォーマー スーパーリンク』（メカニックデザイン）
- 『スチームボーイ』（原図整理）

2005年
- 『ASTRO BOY 鉄腕アトム 10万光年の来訪者・IGZA』（メカニックデザイン） - I-MAX上映作品
- 『ふしぎ星の☆ふたご姫』（プロップデザイン）
- 『Master of Epic The Animation Age』（モンスターデザイン）

2006年
- 『GEKIFU 妖逆門』（デザインワークス）
- 『ふしぎ星の☆ふたご姫 Gyu!』（プロップデザイン）
- 『ストライクウィッチーズ』（銃器設定） - OVA

### ゲーム
1988年
- FC『じゃあまん探偵団 魔隣組』（デザイン）

1990年
- FC『ガンヘッド・新たなる戦い』（デザイン）
- FC『龍牙 NINJA CRUSADERS』（デザイン）

1992年
- SFC『機動装甲ダイオン』（メカニックデザイン）
- PCE『雀偵物語2 宇宙探偵ディバン出勤編』（デザイン）
- PCE『雀偵物語2 宇宙探偵ディバン完結編』（デザイン）
- PBM『平成偉人伝ガリレイザー』（キャラクターデザイン）

1993年
- PCE『雀偵物語3 セイバーエンジェル』（デザイン）

1994年
- PC『宇宙快盗ファニーBee』（メカニックデザイン）
- PC『アイドルプロジェクト』（デザイン）

1996年
- PS『ゼイラムゾーン ZEIRAM ZONE』（キャラクターデザイン）

2000年
- AC『婆裟羅』（メカニックデザイン）

2005年
- PC『状況開始っ!』（メカニックデザイン）

2009年
- DS『無限航路 -Infinite Space-』（メカニックデザイン）

### ノベル
1990年
- 秋津透『要塞衛星ダモクレスの槍』（メカニックデザイン）

1991年
- 秋津透『無法星系ナーガの嵐(上)』（メカニックデザイン）
- 秋津透『無法星系ナーガの嵐(下)』（メカニックデザイン）